# Târgu Bujor
Târgu Bujor és una ciutat del comtat de Galați (Romania). Administra dos pobles, Moscu i Umbrărești. Es troba a la regió històrica de Moldàvia occidental.

## Fills il·lustres
- Eremia Grigorescu
- Grigore Hagiu

## Clima
El clima de Târgu Bujor és humit continental (Dfb).